# Eugenia glauca
Syzygium glaucum là một loài thực vật thuộc họ Myrtaceae. Loài này có ở Malaysia và Singapore.